# Station Bolesławowo
Station Bolesławowo is een spoorwegstation in de Poolse plaats Bolesławowo.